# Сабинада
Сабина́да (порт. Sabinada) — народное восстание в бразильской провинции Баия, развернувшееся в 1837—1838 годах.
Восстание получило своё название в честь его руководителя, врача по профессии и мулата по происхождению, Сабину Виейры.

## Ход восстания
Восстание Сабинада началось в столице провинции Баия городе Салвадор в ночь с 6 на 7 ноября 1837 года. Сабину Виейра и его сторонники, в основном городские низы, провозгласили о создании независимой Республики Баия и сформировали её правительство. Особенностью этого восстания стал тот факт, что в него не были вовлечены негры — наиболее угнетённая часть населения, поэтому восставшие не требовали отмены рабства.
Вскоре Салвадор блокирован правительственными войсками, что не позволило восстанию перекинуться на соседние районы провинции. Тем не менее республиканская власть продержалась в Салвадоре до 16 марта 1838 года, когда правительственные войска предприняли штурм и захватили город. Некоторые повстанцы, которым удалось ускользнуть, затем сражались в революции Фаррапус за Республику Риу-Гранди.